# Meistersinger
Pour les articles homonymes, voir Maître chanteur.
Un Meistersinger (allemand pour « maître chanteur ») était un poète lyrique allemand des XIVe, XVe et XVIe siècles, qui a perpétué et développé les traditions du Minnesang médiéval.

## Bref historique

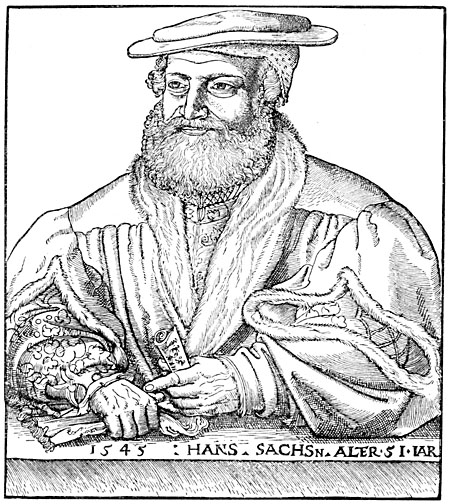
Hans Sachs.

Ces chanteurs, pour la plupart, ont appartenu à l'artisanat et aux classes marchandes des villes allemandes. Sont considérés comme leurs maîtres et fondateurs de la corporation douze poètes du haut Moyen Âge allemand, dont Wolfram von Eschenbach, Konrad von Würzburg, Reinmar von Zweter, et Heinrich Frauenlob. Ce dernier aurait fondé la première école de maîtres chanteurs à Mayence au début du XIVe siècle. Mais c'est seulement une tradition car d'autres écoles sont attestées au XIVe siècle dans la vallée supérieure du Rhin, à Mayence certes mais aussi à Strasbourg, à Francfort, Wurtzbourg, à Zurich, et à Prague. Au XVe siècle, on en trouve à Augsbourg et à Nuremberg où professait Hans Sachs, le plus célèbre de tous. À cette époque, les Meistersinger sont présents dans toute l'Allemagne du Sud et centrale, mais des corporations existent aussi dans le Nord, comme à Magdebourg, Breslau, Görlitz, et Danzig.

## Organisation
Chaque corporation compte divers types de membres : le Schüler (débutant ou apprenti), le Schulfreund (compagnon) et le maître. Le maître est un poète qui est non seulement capable d'écrire des vers sur des mélodies existantes mais aussi d'en composer de nouvelles. 
Le poème est connu sous le nom Gesetz et la mélodie Weis. Dans les écoles, les chants sont interprétés sans accompagnement. Les règles de cet art sont codifiés dans la Tabulatur.
Les réunions ont lieu dans l'hôtel de ville (Rathaus), ou dans l'église le dimanche ; et trois fois par an (Pâques, Pentecôte et Noël), ont lieu des festivals spéciaux et concours de chant. Lors des concours ou Schulsingen, on nomme des juges, parmi lesquels le Merker (marqueur), dont la tâche est de critiquer les concurrents et noter leurs erreurs contre les règles de la  Tabulatur.
L'art des maîtres chanteurs a été illustré par Richard Wagner dans son opéra Die Meistersinger von Nürnberg.

## Quelques «maîtres» importants
- Muskatblüt, vers 1380 - 1438.

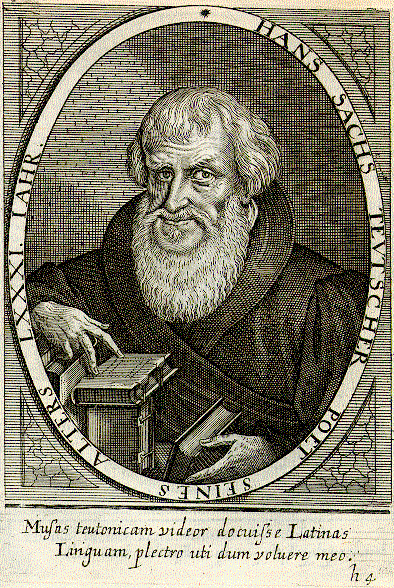
Hans Sachs, le plus célèbre des maîtres chanteurs.

- Bernkopf, appelé aussi Frauenzucht, a chanté la mort de Philipp von Ingelheim en 1431.
- Hans Rosenplüt, « der Schnepperer » : forgeron de Nuremberg, vers 1400 - 1460, il a écrit des Jeux de Carnaval, une Ode au vin et un Éloge de Nuremberg.
- Michael Beheim : actif entre autres à Vienne (Autriche), 1416-1474, auteur de 3 chroniques, du Livre des Viennois (1462-65 chez l'empereur Frédéric III) et une satire sur le « Prince Dracula ».
- Hans Folz (ou Foltz) : médecin et barbier à Nuremberg, vers 1438-1513, il a écrit également des Jeux de Carnaval, il a réformé le chant des maîtres de Nuremberg en encourageant la variété. À cette époque, vers 1500, il y a plus de 250 maîtres chanteurs dans le sud de l'Allemagne.
- Hans Sachs : 1494-1576, cordonnier et auteur dramatique à Nuremberg, le poète le plus universel de son temps, auteur de plus de 4 000 chants, 1 800 poèmes et 200 drames. Dans l'opéra de Richard Wagner, il est présenté comme un personnage humain, large d'esprit et ouvert à la nouveauté.
- Jörg Wickram : orfèvre et libraire, 1505-1562 (?), surnommé le « Hans Sachs du trône impérial ».
- Cyriacus Spangenberg : théologien strasbourgeois (1528-1604), et son fils Wolfhart Spangenberg (1570-1636 ?). Il a écrit notamment De la Musique, de l'art du chant et du chant des maîtres.
- Adam Puschman : Breslau 1532-1600, professeur de lycée, élève de Hans Sachs.
- Johann Spreng : Augsbourg 1524-1601, notaire, traducteur d'Homère.
- Peter Heiberger : Steyr, vers 1550-1600, auteur de deux recueil de chansons.
- Paulus Freudenlechner : vers 1550-1616, école de chant de Wels et Eferding en Autriche, auteur d'un manuel sur le Chant des maîtres, 1691-93 (Breslau).
- Benedict von Watt : 1569-1616, a écrit en 1610 un Livre du chant des maîtres (avec Hans Winter, †1627).
- Ambrosius Metzger : 1573-1632, magistrat de Nuremberg, a mis en évidence les Métamorphoses d'Ovide dans le travail des maîtres.
- Johann Christoph Wagenseil : 1633-1705, a écrit en 1697 l'ouvrage qui a inspiré à Richard Wagner son opéra Von der Meistersänger holdseliger Kunst.

Dans la tradition des Meistersinger, les « Douze maîtres anciens » du Minnesang sont appelés les « gekrönte Meister », les « maîtres couronnés » : Barthel Regenbogen, Walther von der Vogelweide, Wolfram von Eschenbach, Heinrich Frauenlob, Hartmann von Aue, Konrad Marner, Neidhart von Reuental et Reinmar von Zweter. 
L'école de chant de Nuremberg a été dissoute en 1770. À Ulm et Memmingen (les derniers Meistersinger d'Allemagne) 50-100 ans plus tard. Des chorales d'hommes ont alors vu le jour et perpétuent en quelque sorte la tradition du chant masculin.